# IC 1692
IC 1692 је елиптична галаксија у сазвјежђу Рибе која се налази на листи објеката дубоког неба у Индекс каталогу.
Деклинација објекта је + 33° 14' 7" а ректасцензија 1h 24m 39,7s. Привидна величина (магнитуда) објекта IC 1692 износи 14,6 а фотографска магнитуда 15,6. IC 1692 је још познат и под ознакама CGCG 502-76, PGC 5203.